# Chuck Daigh
Chuck Daigh (29 de novembro de 1923 – 29 de abril de 2008) foi um automobilista norte-americano que participou de 8 Grandes Prêmios da Fórmula 1.